# Kolanöt

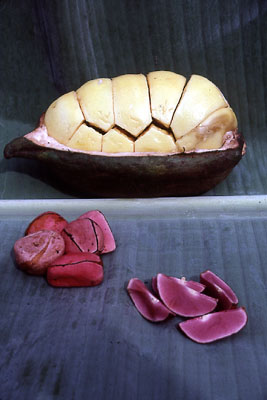
Kolanöt – skida och frön

Kolanöt kallas frukterna från träd av kolasläktet (Cola) som omfattar 100 - 125 arter, varav kan nämnas Cola vera, Cola acuminata och Cola nitida. De härstammar alla från Afrikas tropiska regnskogar, men odlas även i Västindien och Sydamerika.
Trädets frukter innehåller 2 – 6 frön, de s.k. kolanötterna, Semen Colae, som utgörs av de torkade, rödbruna hjärtbladen hos embryot.

## Användning
Genom upptäckten att nötterna förutom stärkelse, socker, fett och garvämnen även innehåller koffein och en liten mängd teobromin ökade intresset för kolaväxterna. Nötterna, som har en bitter smak, har traditionellt tuggats, som stimulansmedel, av invånarna i många västafrikanska kulturer.
Kolanöt användes i tidiga varianter av coladrycker, därav dryckessortens namn.
Kolanötter kan även användas för att behandla kikhosta och astma, då koffeinet medverkar till att utvidga luftvägarna och underlätta andningen.